# Vaccino colibacillare
Il vaccino colibacillare è costituito da frazioni antigeniche purificate ottenute da ceppi di Staphylococcus aureus, Escherichia coli, Aerobacter aerogenes, Proteus vulgaris.
Il vaccino colibacillare potenzia il sistema immunitario intestinale inducendo l'aumento di plasmociti secernenti IgA nella mucosa intestinale e incrementando l'attività fagocitaria. Esso potrebbe anche contrastare lo sviluppo dei microorganismi attraverso l'induzione di un'immunità generalizzata conseguente all'entrata in circolo degli antigeni.
Il vaccino colibacillare è indicato nella profilassi e nel trattamento delle infezioni colibacillari miste dell'apparato gastroenterico e nel trattamento e nella profilassi della diarrea del lattante e del bambino. Pomate o supposte contenenti un lisato di Escherichia coli vengono impiegate nel trattamento di stati infiammatori acuti del plesso emorroidario.
Il vaccino colibacillare si somministra per via orale (fialoidi) 2-3 volte al giorno a digiuno. Ciascuna fiala destinata all'adulto contiene 100 miliardi di Escherichia coli, 60 miliardi di Aerobacter aerogenes, 20 miliardi di Staphylococcus aureus, 10 miliardi di Proteus vulgaris, mentre le fiale orali per i bambini contengono 30 miliardi di Escherichia coli, 18 miliardi di Aerobacter aerogenes, 6 miliardi di Staphylococcus aureus, 3 miliardi di Proteus vulgaris.
Il vaccino è controindicato in caso di ipersensibilità nota agli antigeni microbici contenuti in esso e nei pazienti affetti da stati febbrili o dissenterici in atto.
La somministrazione concomitante di corticosteroidi o di altri vaccini può influenzare o diminuire la risposta immunitaria.